# Pasmo Ostrej

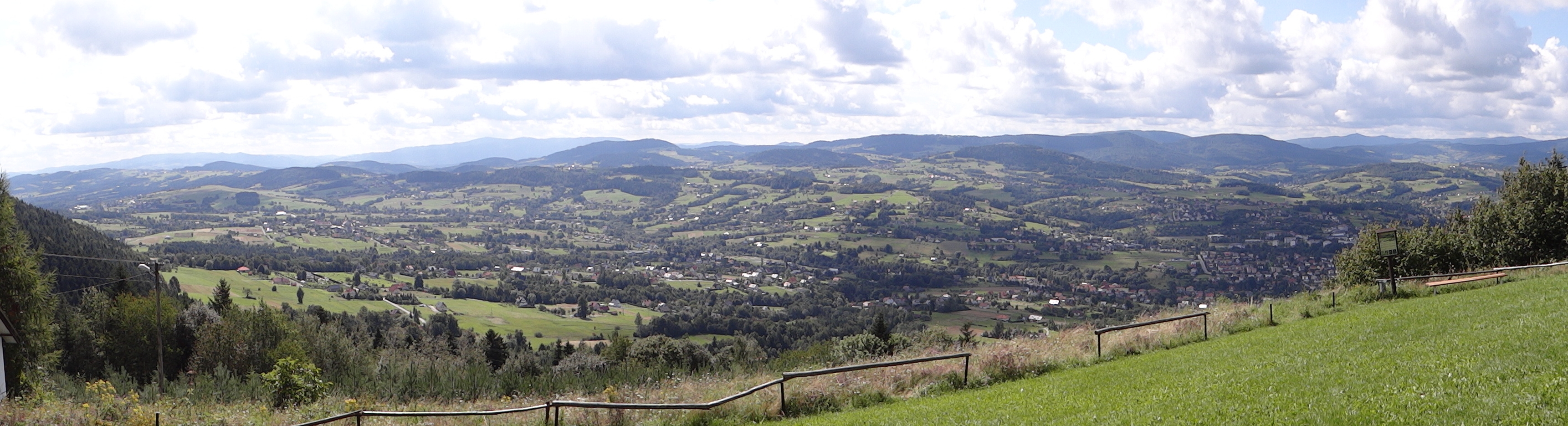
Widok na Pasmo Ostrej z Miejskiej Góry w Limanowej

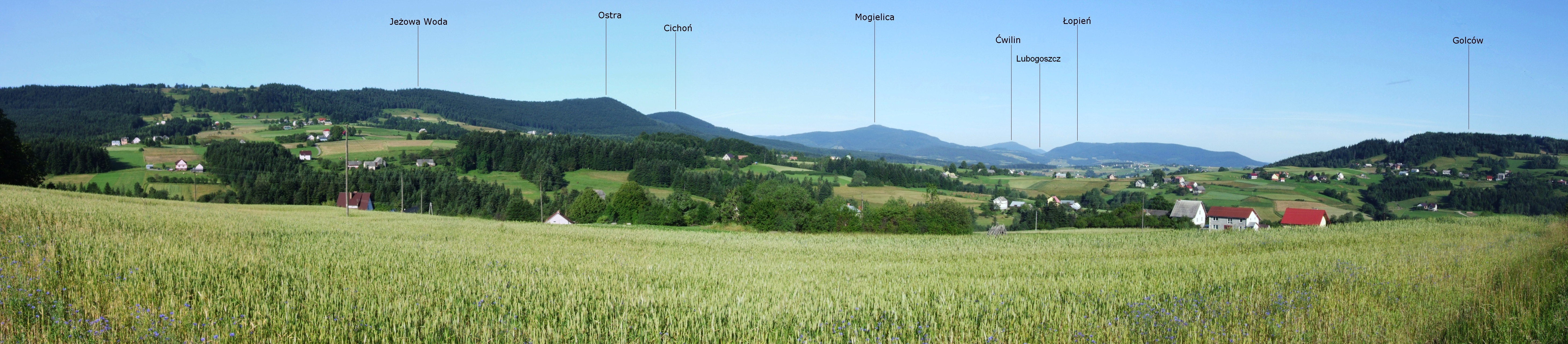
Pasmo Ostrej, widok z Siekierczyny

Pasmo Ostrej – pasmo górskie we wschodniej części Beskidu Wyspowego. Ciągnie się od Przełęczy Słopnickiej po Cichoń (927 m) w kierunku północno-wschodnim. Na Cichoniu zmienia kierunek na południowo-wschodni i biegnie poprzez Przełęcz Ostrą-Cichoń (812 m), Ostrą (925 m), Jeżową Wodę (895 m) i Skiełek (749 m) aż na równiny w miejscowości Jadamwola, gdzie przechodzi w Kotlinę Sądecką. Przecina go droga Limanowa – Kamienica wspinająca się serpentynami na przełęcz Ostra-Cichoń.
Pasmo Ostrej jest w większości porośnięte lasem, ale w jego środkowej części jest duży bezleśny obszar osiedla Jeżowa Woda, z którego roztacza się szeroka panorama widokowa. Widoki roztaczają się również z południowych stoków Ostrej, na których wysoko podchodzą pola uprawne, oraz z niektórych odcinków grzbietu między Jeżową Wodą a Skiełkiem. Grzbietem prowadzi szlak turystyczny, drugi przecina Pasmo Ostrej prowadząc przez Przełęcz Ostra-Cichoń. Znajdują się na nim nieliczne widokowe polany (np. Jeżowa Woda). Dosyć natomiast rozległa jest panorama widokowa z południowych zboczy Ostrej (powyżej przełęczy Ostra-Cichoń), poniżej lasu. Widać stąd Radziejową, Dzwonkówkę, Kicznię, potężny masyw Modyni, Gorc, Turbacz i Wielki Wierch.
Szlaki turystyki pieszej
 Łukowica – Skiełek – Jeżowa Woda – Ostra – Przełęcz Ostra-Cichoń – Cichoń – Przełęcz Słopnicka – Mogielica
 Modyń – Cichoń
 Kamienica – Modyń – Młyńczyska – Jeżowa Woda - Golców – Limanowa.